# Frederika van Pruisen (1767-1820)

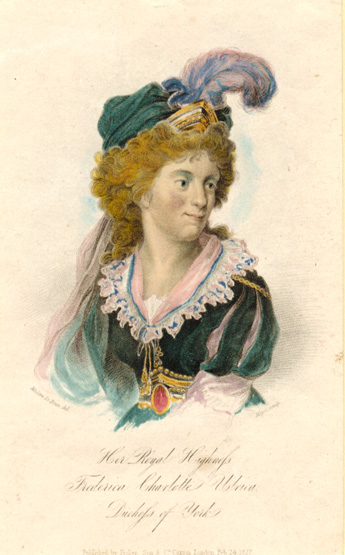
Prinses Frederika van Pruisen

Frederika Charlotte Ulrike Catharina van Pruisen (Berlijn, 7 mei 1767 — Weybridge, 6 augustus 1820), prinses van Hannover en hertogin van Brunswijk, was de enige dochter van koning Frederik Willem II van Pruisen en diens eerste echtgenote Elisabeth Christine Ulrike van Brunswijk-Wolfenbüttel, een dochter van Karel I van Brunswijk-Wolfenbüttel.

## Leven
Prinses Frederika werd geboren op 7 mei 1767 te Berlin-Charlottenburg, zij zou haar moeder, die na enkele jaren huwelijk en diverse schandalen, door Frederik de Grote verbannen was naar Stettin nooit meer zien. Frederika is opgevoed door haar grootmoeder en haar stiefmoeder.
Op 29 september 1791 trouwde Frederika in het Slot Charlottenburg met de Britse prins Frederik, hertog van York, de tweede zoon van koning George III en koningin Charlotte. Op 23 november was er een tweede huwelijk in het Buckingham Palace in Londen. De nieuwe hertogin van York werd enthousiast ontvangen in de Britse koninklijke familie. Het huwelijk was niet gelukkig en het paar ging niet lang na de trouwdag uit elkaar. Uit het huwelijk werden geen kinderen geboren.
Prinses Frederika stierf in 1820 in Oatlands Palace (Weybridge). Haar man Frederik stierf op 5 januari 1827.